# シジー＝アン＝ブレ
シジー＝アン＝ブレ （Sigy-en-Bray）は、フランス、ノルマンディー地域圏、セーヌ＝マリティーム県のコミューン。

## 地理
ブレ地方にあるコミューンで、アンデル川が流れる。

## 歴史
シジー＝アン＝ブレには、ガロ＝ローマ時代からメロヴィング朝にかけて長期間に墓地があり、現在ルーアン考古学博物館に展示されている展示品によって証明されている。
ロロは、シジーが含まれているドメーヌをグルネー領主に授けた。ユーグ1世・ド・グルネーは城を建てるが、12世紀に破壊された。1040年、ユーグ1世はベネディクト会にサン・マルタン・エ・サン・ヴュルガン修道院の創設を命じ、修道院は後に男子修道院となった。1282年、ルーアンのサン・トゥアン修道院長ニコラ・ド・ボーヴェがここに埋葬された。
しばしば略奪にあった教会は、革命期にも生き残り、重要な痕跡を残した。

## 人口統計
| 1962年 | 1968年 | 1975年 | 1982年 | 1990年 | 1999年 | 2004年 | 2015年 |
| ------ | ------ | ------ | ------ | ------ | ------ | ------ | ------ |
| 439    | 409    | 549    | 533    | 527    | 559    | 594    | 520    |

参照元:1962年から1999年までは複数コミューンに住所登録をする者の重複分を除いたもの。それ以降は当該コミューンの人口統計によるもの。1999年までEHESS/Cassini、2006年以降INSEE

## 参照
1. ↑  http://cassini.ehess.fr/cassini/fr/html/fiche.php?select_resultat=36335
2. ↑  https://www.insee.fr/fr/statistiques/3293086?geo=COM-76676
3. ↑  http://www.insee.fr